# Veliki Lipovec, Žužemberk
Veliki Lipovec este o localitate din comuna Žužemberk, Slovenia, cu o populație de 103 locuitori.